# Người đàn bà ngoại tình (Tân Ước)

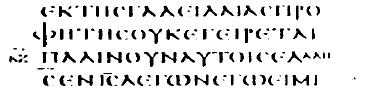
Đoạn Joh. 7:52–8:12 trong bản khắc văn Vaticanus Graecus 1209

Câu chuyện Người đàn bà ngoại tình (Pericope Adulteræ) theo truyền thống là tên được đặt cho đoạn Phúc âm Gioan 7:53-8:11 . Đoạn văn ghi lại ý định ném đá một phụ nữ bị cáo buộc về tội ngoại tình của những người thuộc phái Pharisêu, và Chúa Giêsu nêu lên quan điểm về vụ việc này qua câu nói: "Ai trong các ông sạch tội, thì cứ việc lấy đá mà ném trước đi."

## Văn bản
Theo bản dịch của Nhóm Phiên dịch Các giờ kinh Phụng vụ:

## Ý nghĩa

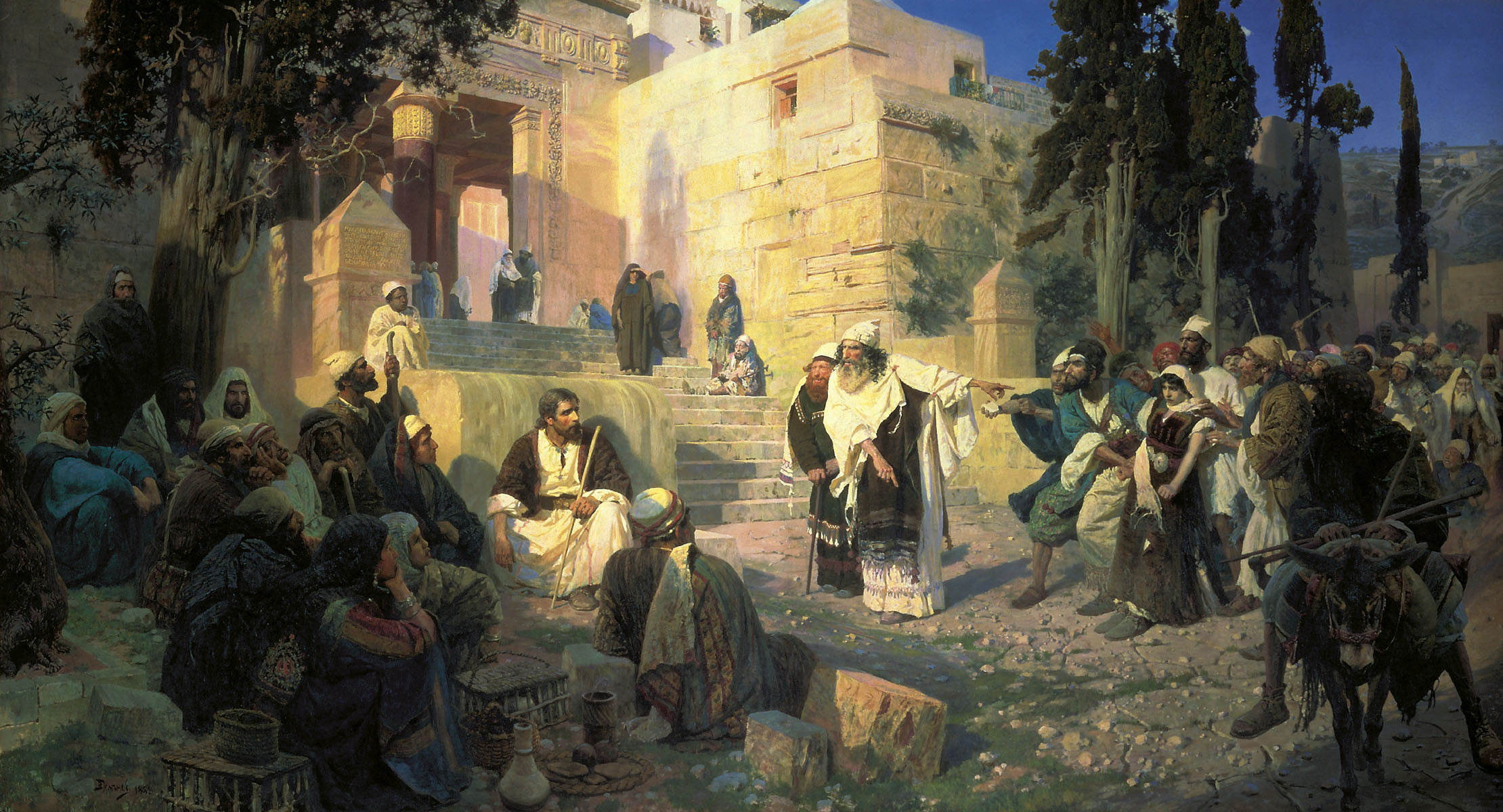
Tranh minh họa của Wassilij Dimitriewitsch Polenow năm 1888

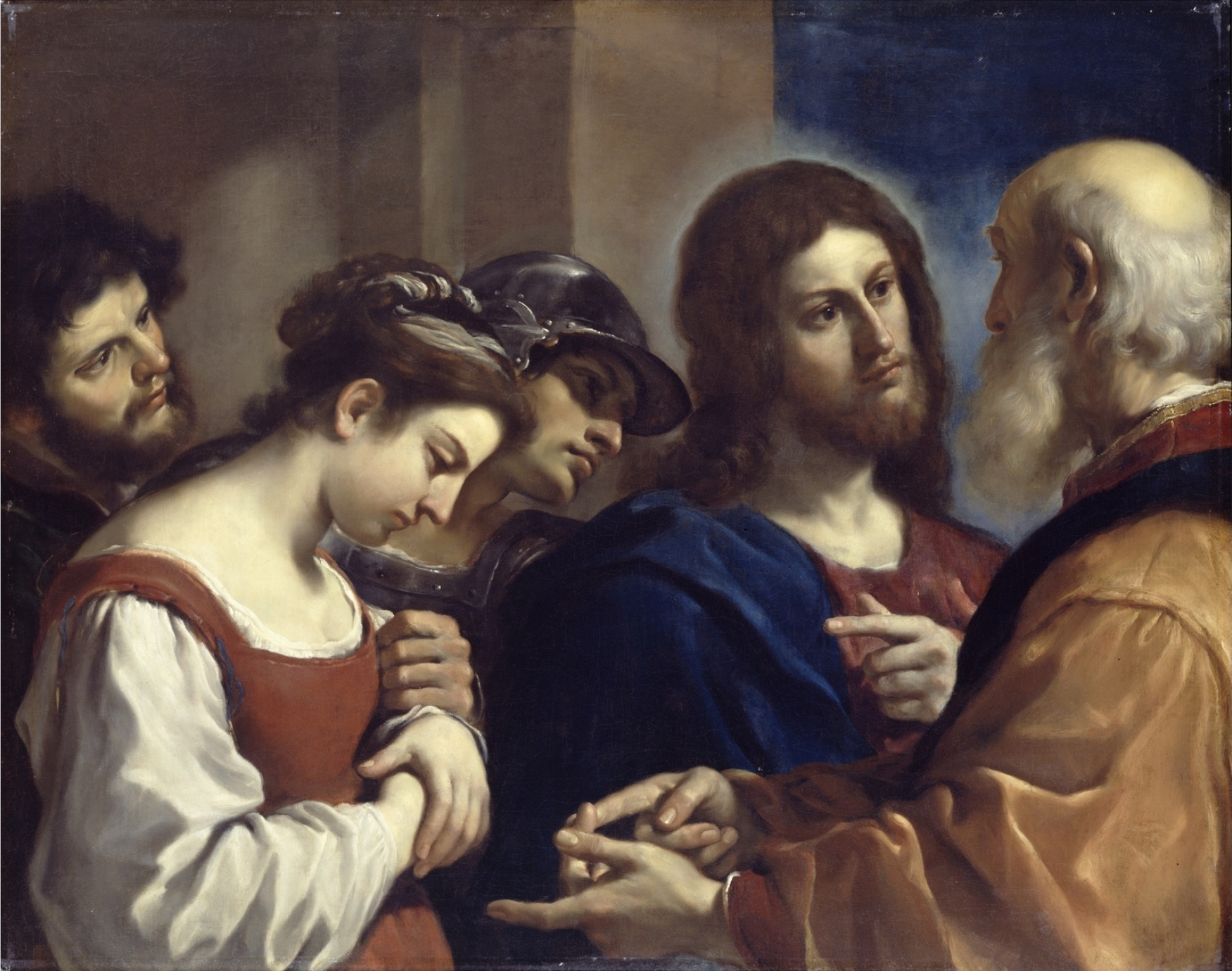
Tranh vẽ của Guercino năm 1621

Qua câu nói: "Ai trong các ông sạch tội, thì cứ việc lấy đá mà ném trước đi" (Ga 8:7), Chúa Giê-su muốn hướng con người nhìn về tâm hồn mình, để họ nhận biết tội lỗi bản thân và ăn năn trước khi kết tội anh em đồng loại. Hơn nữa việc kết tội không thuộc quyền của con người mà là đặc quyền của Thiên Chúa. Chỉ có Thiên Chúa mới có thẩm quyền kết án con người. Khi con người kết án anh em mình là lúc họ đặt mình ngang quyền với Thiên Chúa là Đấng Tạo dựng muôn vật.
Khi bàn về câu truyện này, thánh Augustinô dùng hai từ bằng tiếng La tinh là Miseria và misericordia (Khổ đau và lòng thương xót) bởi vì "Thiên Chúa sai Con của Ngài đến thế gian, không phải để lên án thế gian, nhưng là để thế gian, nhờ Con của Ngài mà được cứu độ" (Ga 3,17) và theo nghị quyết của Công đồng Vatican II: "Người Ki Tô hữu có bổn phận nặng nề, phải hợp tác với tất cả những người khác trong việc xây dựng một thế giới xứng đáng với nhân phẩm con người hơn" (Gaudiumet Spes, 57) .

## Phóng tác
Đoạn văn này thường được dùng trong các phóng tác phim về các Tin Mừng. Nhiều danh họa đã minh họa cho câu chuyện này, trong số đó có Giovanni Francesco Barbieri (Guercino), Pieter Bruegel il Vecchio, Antoine Caron, Lucas Cranach the Elder, Nicolas Poussin, Jacopo Tintoretto,...
Đây cũng là nội dung của bài hát Chuyện người đàn bà 2000 năm trước của Song Ngọc, trong đó có những câu sau: 
"...Nhìn người đàn bà đang chịu tội chết
Đống đá ngổn ngang. Chờ ai?
Chờ tay người ném chết một người không hận thù.
Người ơi, vì đâu đọa đày nhau ?!
"Ai... người vô tội ? Ai... người không tội ?
Hãy mạnh tay ném đá, ném đá, ném trước đi, còn đợi gì ?
Ai... người vẹn toàn ? Ai... người trong sạch ?
Còn chờ chi ? Ném chết ném chết, ném chết tội đồ nhân gian...!
Chuyện người đàn bà 2000 năm trước
Sách cổ đã ghi: đống đá còn nguyên...."
Nhạc sĩ Song Ngọc đã khéo léo dùng những chữ tương phản như "Thế giới hiền lương / ánh mắt cuồng căm" và đặt câu hỏi, có phải vì người đời giả dối, sợ phải đối mặt với tòa án lương tri với tội của chính mình nên đã lẵng lặng bỏ đi: "Vì người vô tội hay đời giả dối ? Thế giới giả nhân ? Chào thua ! Người ơi, Tình ơi ! Ai tội đồ ? Ai tỉnh ngộ ?...". Nhưng dù sao thì "cũng vậy thôi", và câu chuyện vẫn có kết thúc tốt đẹp và câu hỏi dành riêng cho lương tâm mỗi người.